# Bursera isthmica
Bursera isthmica là một loài thực vật có hoa trong họ Burseraceae. Loài này được Rzed. & Calderón mô tả khoa học đầu tiên năm 2002.